# Iouri II de Vladimir
Iouri II de Vladimir dit (Stiski) (né en 1189 à Souzdal, tué le 4 mars 1238 près de la Sit), prince de Vladimir de 1212 à 1217 et de 1218 à 1238. Il est le fondateur de Nijni Novgorod en 1221.

## Biographie
Fils de Vsevolod III de Vladimir et Marie Shvarnovna (en), né en 1189 à Souzdal, nommé héritier par son père en 1212, il n'obtient réellement le pouvoir qu'en 1218 à la mort de son frère aîné Constantin de Vladimir.
Son règne est l'un des plus tragiques de la dynastie : guerres civiles, famines, épidémies y foisonnent. Il doit se mesurer à la Lituanie naissante et aux Bulgares de la Volga, contre lesquels il fonde la forteresse défensive de Nijni Novgorod. Au début de 1238 lorsque le Khan mongol Batu envahit la Russie, il envoie son fils aîné Vsevolod (ru) le combattre. Celui-ci est défait en février à Kolomna. 
Les Mongols envahissent ensuite sa principauté. Les villes de Vladimir, Souzdal, Rostov et Iaroslav sont livrées aux flammes. Sa femme Agathe (sœur de Michel Ier de Kiev) et sa famille meurent à Vladimir lorsque l'église dans laquelle ils avaient cherché refuge de l'incendie s'effondre. Il est lui-même vaincu et tué lors de la bataille de la Sit (en), livrée contre les Mongols le 4 mars 1238 sur les bords de la Sit à la limite du territoire de Novgorod.

## Union et descendance
De son union le 10 avril 1211 avec Agathe, fille de Vsevolod IV de Kiev, morte à Vladimir le 7 février 1238, il avait eu :
- Vsevolod (ru), prince de Novgorod né en 1212, mort à Vladimir le 7 février 1238 en même temps que son épouse Marina de Smolensk, fille de Vladimir IV de Kiev ;
- Mstislav (ru), né en 1213, mort à Vladimir le 7 février 1238 ;
- Dobrava (ru) (1215-1262), princesse de Volhynie par son mariage avec Vassilko de Galicie (en), elle fut de ce fait la seule rescapée de la famille ;
- Vladimir (ru), né en 1218, tué le 3 ou 6 février 1238 dans un combat contre les Mongols ;
- Théodora (ru), née en 1229, morte à Vladimir le 7 février 1238.